# 2023年泛美运动会网球比赛
2023年泛美运动会网球比赛是2023年泛美运动会的一个项目，于2023年10月23日至29日在智利圣地亚哥举办。比赛场馆位于努诺亚区的Racket Sports Center。
共有82名运动员参赛，其中男球员41名，女球员41名，争夺5个项目的金牌，分别是男女单打，男女双打和混合双打。单打赛事的金牌和银牌选手（且世界排名在2024年6月10日保持前400位世界排名，且该代表团的参赛名额未满的情况下）将获得直通2024年巴黎奥运会的资格。

## 参赛资格
共有82名网球运动员将获得参加奥运会的资格（男子41人，女子41人）。每个国家最多允许3名男运动员和3名女运动员参赛（双打项目中每项最多可有一对运动员参赛）。单打项目将分别由41名男子和41名女子组成，这些运动员将参加双打项目。东道主智利最多可派6名运动员参赛，其余名额则根据两届地区运动会以及ATP排名、WTA排名和ITF排名进行分配。此外，还将颁发男女各三张外卡。

## 赛程
以下是网球项目的比赛赛程：
| E | 淘汰赛 | ¼ |  | ½ | 半决赛 | F | 决赛 |

| 日期→项目↓ | 23日 （一） | 24日 （二） | 25日 （三） | 26日 （四） | 27日 （五） | 28日 （六） | 29日 （日） |
| ---------- | ----------- | ----------- | ----------- | ----------- | ----------- | ----------- | ----------- |
| 男子单打   | E           | E           | E           | E           | ¼           | ½           | F           |
| 男子双打   |             | E           | E           | ¼           | ½           | F           |             |
| 女子单打   | E           | E           | E           | E           | ¼           | ½           | F           |
| 女子双打   |             | E           | E           | ¼           | ½           | F           |             |
| 混合双打   |             |             | E           | ¼           | ½           | F           |             |

## 参赛代表团
- 安提瓜和巴布达（1）
- 阿根廷（6）
- 巴哈马（3）
- 巴巴多斯（1）
- 玻利维亚（2）
- 巴西（6）
- 加拿大（2）
- 智利（6）
- 哥伦比亚（6）
- 哥斯达黎加（2）
- 古巴（1）
- （5）
- 独立运动员（2）
- 厄瓜多尔（3）
- 萨尔瓦多（2）
- 海地（1）
- 洪都拉斯（3）
- 牙买加（3）
- 墨西哥（2）
- 巴拉圭（4）
- 秘鲁（5）
- 圣基茨和尼维斯（1）
- 特立尼达和多巴哥（1）
- 乌拉圭（2）
- 美国（4）
- 委内瑞拉（4）

## 奖牌榜
*   主办国家/地区（智利）
| 排名                     | 国家 / 地区              | 金牌 | 銀牌 | 銅牌 | 总计 |
| ------------------------ | ------------------------ | ---- | ---- | ---- | ---- |
| 1                        | 巴西                     | 3    | 1    | 1    | 5    |
| 2                        | 阿根廷                   | 1    | 1    | 3    | 5    |
| 3                        | 哥伦比亚                 | 1    | 1    | 0    | 2    |
| 4                        | 智利*                    | 0    | 2    | 0    | 2    |
| 5                        |                          | 0    | 0    | 1    | 1    |
| 总计（共5个国家 / 地区） | 总计（共5个国家 / 地区） | 5    | 5    | 5    | 15   |

## 奖牌得主
| 项目     | 金牌                                                      | 银牌                                                            | 铜牌                                                          |  |  |  |
| 男子单打 | 法昆多·迪亚斯·阿科斯塔 · 阿根廷（ARG）                    | 托马斯·巴里奥斯·贝拉 · 智利（CHI）                              | 蒂亚戈·蒙泰罗 · 巴西（BRA）                                   |  |  |  |
| 男子双打 | 巴西（BRA） · 古斯塔沃·海德 · 马塞洛·德莫里内             | 智利（CHI） · 托马斯·巴里奥斯·贝拉 · 亚历山德罗·塔比洛          | （DOM） · 尼克·哈尔特 · Roberto Cid Subervi                   |  |  |  |
|          |                                                           |                                                                 |                                                               |  |  |  |
| 女子单打 | 劳拉·皮戈西 · 巴西（BRA）                                 | 玛丽亚·洛德斯·卡莱 · 阿根廷（ARG）                              | 胡利娅·列拉 · 阿根廷（ARG）                                   |  |  |  |
| 女子双打 | 巴西（BRA） · 劳拉·皮戈西 · 路易莎·斯蒂凡尼               | 哥伦比亚（COL） · 玛丽亚·埃拉索·冈萨雷斯 · 玛利亚·宝琳娜·佩雷斯 | 阿根廷（ARG） · 玛丽亚·洛德斯·卡莱 · 胡利娅·列拉              |  |  |  |
|          |                                                           |                                                                 |                                                               |  |  |  |
| 混合双打 | 哥伦比亚（COL） · 尤利安娜·利萨拉索 · 尼古拉斯·巴里恩托斯 | 巴西（BRA） · 路易莎·斯蒂凡尼 · 马塞洛·德莫里内                 | 阿根廷（ARG） · 玛蒂娜·卡普罗·塔博打 · 法昆多·迪亚斯·阿科斯塔 |  |  |  |